# A.A. Milne
Alan Alexander Milne, född 18 januari 1882 i Kilburn i norra London, död 31 januari 1956 i Hartfield i East Sussex, var en brittisk författare, främst känd för sina böcker om Nalle Puh. Milne var en framstående författare, framförallt som dramatiker, innan succén med Nalle Puh överskuggade allt han gjort tidigare.

## Biografi
Milne föddes i Kilburn i London och växte upp på Henley House School, 6/7 Mortimer Road, en liten oberoende skola som drevs av hans far, John V. Milne. Han studerade matematik vid Westminster School och Trinity College, Cambridge och tog examen 1903. Under sin studietid, gav han ut och skrev för studenttidningen Granta. Han arbetade därefter som frilansjournalist i London, och 1906-1914 satt han i redaktionen för den brittiska humortidningen Punch. Punch var en väldigt känd tidning på den tiden.
Under första världskriget tog han värvning i den brittiska armén och tjänstgjorde som officer. Efter kriget skrev han om sina upplevelser i, Peace with Honour (1934).
Milne gifte sig 1913 med Dorothy "Daphne" de Sélincourt (1890-1971), och 1920 föddes deras enda son, Christopher Robin Milne (d. 1996). 1925, köpte A. A. Milne ett lantställe, Cotchford Farm, i Hartfield, East Sussex. Han drog sig tillbaka dit efter en stroke och en hjärnoperation 1952 som gjort honom till invalid.

## Litterär karriär
Milne debuterade som författare 1917 med en roman och ett skådespel, genrer som han därefter odlade flitigt men är nu mest känd för sina böcker om Nalle Puh. Dessa handlar om en pojke vid namn Christoffer Robin, efter hans egen son, och diverse karaktärer som hans sons kramdjur inspirerade honom till. Ernest H. Shepard illustrerade de första böckerna om Puh.
Milne skrev också ett flertal dikter som till exempel Vespers, They're Changing Guard at Buckingham Palace, och King John's Christmas, vilka han publicerade i böckerna When We Were Very Young och Now We Are Six. Ett flertal av Milnes barnverser blev tonsatta av kompositören Harold Fraser-Simson.
Den stora framgången för hans barnböcker var en källa till irritation för Milne som ville kunna skriva det han själv valde. Han hade tidigare skrivit skådespel och en kriminalroman.
Han fortsatte att publicera romaner och noveller men under det sena 30-talet hade läsarna av Milnes vuxenlitteratur försvunnit.
Efter Milnes död sålde hans änka rättigheterna till figurerna i Puhböckerna till the Walt Disney Company, som har gjort ett antal tecknade Puh-filmer, och även ett antal Puh-relaterade varor. Hon förstörde också alla efterlämnade papper.

### Romaner
- Once on a Time, (1917)
- Mr. Pim, (1921)
- The Red House Mystery, (1921)
- Two People, (1931)
- Four Days' Wonder, (1933)
- Chloe Marr, (1946)

### Övriga skrifter
- Peace With Honour, (1934)
- It's Too Late Now: the autobiography of a writer, (1939)
- War With Honour, (1940)
- Year In, Year Out, (1952) (illustrerad av E. H. Shepard)

Artiklar i Punch utgivna i bokform:
- The Day's Play, (1910)
- Once a Week, (1914)
- The Holiday Round, (1912)
- The Sunny Side, (1921)
- Those Were the Days, (1929) (urval av Punchartiklar från de fyra böckerna ovan)

### Urval av tidningsartiklar och introduktioner i andras böcker
- The Chronicles of Clovis av "Saki" (1911)
- Not That It Matters, (1920)
- By Way of Introduction, (1929)

### Sagosamlingar för barn
- Gallery of Children, (1925)
- Winnie-the-Pooh, (1926) (illustrerad av E. H. Shepard)
- The House at Pooh Corner, (1928) (illustrerad av E. H. Shepard)
- Short Stories
- A Table Near the Band, (1950)

### Diktsamlingar
- For the Luncheon Interval [dikter från Punch]
- When We Were Very Young, (1924) (illustrerad av E. H. Shepard)
- Now We Are Six, (1927) (illustrerad av E. H. Shepard)
- Behind the Lines, (1940)
- The Norman Church, (1948)

### Dramatik
Milne skrev mer än 25 skådespel inkluderat:
- Wurzel-Flummery, (1917)
- Belinda, (1918)
- The Boy Comes Home, (1918)
- Make-Believe, (1918) (skådespel för barn)
- The Camberley Triangle, (1919)
- Mr. Pim Passes By, (1919)
- The Red Feathers, (1920)
- The Romantic Age, (1920)
- The Stepmother, (1920)
- The Truth about Blayds, (1920)
- The Dover Road, (1921)
- The Lucky One, (1922)
- The Artist: a duologue, (1923)
- Give Me Yesterday, (1923)
- The Great Broxopp, (1923)
- Ariadne, (1924)
- The Man in the Bowler Hat: a terribly exciting affair, (1924)
- To Have the Honour, (1924)
- Portrait of a Gentleman in Slippers, (1926)
- Success, (1926)
- Miss Marlow at Play, (1927)
- The Fourth Wall, (1928)
- The Ivory Door, (1929)
- Toad of Toad Hall, (1929) (omarbetning av The Wind in the Willows (Det susar i säven))
- Michael and Mary, (1930)
- Other People's Lives, (1933)
- Miss Elizabeth Bennett (1936)
- Sarah Simple, (1937)
- Gentleman Unknown, (1938)
- The General Takes Off His Helmet (1939)
- The Ugly Duckling (1946)
- Before the Flood, (1951)

### Utgivet på svenska
- Nalle Puh 1930 (översättning: Brita af Geijerstam)
- Gåtan på Red House 1933 (översättning: Nils Bohman)
- Nalle Puhs hörna 1933 (översättning: Brita af Geijerstam)
- De tu 1934 (översättning: V. Hammarling)
- När vi var mycket små 1945 (översättning: Lennart Hellsing)
- Vems kvinna 1947 (översättning: Einar Thermaenius)

## Filmatiseringar av hans verk
- The Fourth Wall filmatiserades som The Perfect Alibi
- Michael and Mary filmatiserades 1932